# Det Dansk-Franske Dampskibsselskab
 Der er for få eller ingen kildehenvisninger i denne artikel, hvilket er et problem. Du kan hjælpe ved at angive troværdige kilder til de påstande, som fremføres i artiklen.

Det Dansk-Franske Dampskibsselskab A/S var et dansk rederi, grundlagt 1902 i Esbjerg med kaptajn William Schmidt som korresponderende reder. Firmaets formelle stiftelse fandt sted på et møde i København 19. december samme år mellem franske og danske interessenter og med en aktiekapital på 150.000 kr., som siden successivt udvidedes til 165.000 kr., og samtidig overførtes to dampere under navnene Normandiet på 1600 tons dødvægt og Slesvig på 1300 tons dødvægt fra fransk til dansk register.
I 1910 overtogs direktionen af A.N. Petersen (1864-1941), og i 1933 overtog dennes søn, Eigil Hahn Petersen (1902-1982) direktionen (i firmaet siden 1926). Efter faderens død var han enedirektør. 
Rederiet blev altså stiftet i det kvarte sekel, hvor de største danske rederier indenfor vor tid også blev stiftet. I modsætning til Mærsk, Torm, Norden og J. Lauritzen overlevede Dansk-Fransk ikke, selv om det i sine sidste år var større end både Torm og Norden. I starten af 1960’erne var det Danmarks 6. største.
Der blev imidlertid lavet nogle forkerte satsninger, bl.a. på bulk, så rederiet gik konkurs i 1979/80. Skibe og alt af værdi blev solgt. Dafra-linjen mellem Europa og Vestafrika blev solgt for en slik inkl. fire linjeskibe til Rederiet Dannebrog, som drev linjen indtil denne aktivitet blev solgt til CMB, Antwerpen. Gulwa-linjen mellem USA og Vestafrika ophørte med konkursen, men Damskibsselskabet Torm genoptog den så småt i 1980 og ekspanderede den kraftigt i løbet af de næste 22 år under navnet Torm West Africa Line, indtil den i 2002 blev købt af Mærsk Line og helt integreret i deres eget linjenet.
I sine 77 år nåede Dansk-Fransk Dampskibsselskab at eje 43 fragtskibe, som alle var under dansk flag. Trampskibe, linjeskibe og på det seneste bulk carriers. Dertil kom passagerskibe som nævnt i afsnittet derom nedenfor. Kilde: https://www.miramarshipindex.nz/ship?owner=A/S%20Det%20Dansk-Franske%20D/S&page=1 Siden er baseret på oplysninger direkt fra Lloyd's Register og derfor pålidelig. (kræver abonnement)
| ID / IMO | Byggeår | Første navn | Tons  |
| 1070785  | 1878    | NORMANDIET  | 1369  |
| 1093486  | 1888    | FALKLAND    | 2215  |
| 5603168  | 1908    | RIMFAXE     | 1052  |
| 3007466  | 1908    | SKINFAXE    | 1544  |
| 5607840  | 1909    | GULFAXE     | 1684  |
| 5603251  | 1912    | BRETAGNE    | 1100  |
| 3006263  | 1919    | LIFLAND     | 998   |
| 1167455  | 1921    | LIFLAND     | 2254  |
| 1167516  | 1923    | GRONLAND    | 1498  |
| 5606481  | 1926    | IRANIA      | 5923  |
| 5370591  | 1927    | IRLAND      | 3173  |
| 5296018  | 1928    | BRETAGNE    | 3177  |
| 1165254  | 1930    | BORNHOLM    | 3177  |
| 5608236  | 1935    | NORMANDIET  | 3161  |
| 5196945  | 1938    | SLESVIG     | 3098  |
| 5313684  | 1946    | BLEKINGE    | 2709  |
| 5412741  | 1946    | HALLAND     | 2756  |
| 5256381  | 1947    | NORMANDIET  | 2811  |
| 5607719  | 1950    | IRLAND      | 9854  |
| 5202287  | 1951    | SHETLAND    | 10649 |
| 5020251  | 1952    | GRONLAND    | 11385 |
| 5017682  | 1954    | ANGOLA      | 3331  |
| 5039551  | 1954    | BELGIEN     | 3654  |
| 5078557  | 1954    | CONGO       | 3654  |
| 5230301  | 1955    | MAYUMBE     | 3859  |
| 5120166  | 1956    | FRANKRIG    | 3405  |
| 5150898  | 1956    | HIMMERLAND  | 8773  |
| 5119301  | 1957    | SKOTLAND    | 12909 |
| 5004427  | 1958    | AFRIKA      | 3897  |
| 5331923  | 1959    | SLESVIG     | 11558 |
| 5381411  | 1960    | VINLAND     | 11556 |
| 5136517  | 1961    | GRONLAND    | 3142  |
| 5153448  | 1961    | HOLLAND     | 4649  |
| 6408620  | 1964    | IRLAND      | 1399  |
| 6728501  | 1967    | BANANA      | 7756  |
| 6717265  | 1967    | HIMMERLAND  | 15374 |
| 6721010  | 1967    | KINSHASA    | 7756  |
| 6711522  | 1967    | NORMANDIET  | 15572 |
| 7216971  | 1972    | AFRIKA      | 9782  |
| 7208637  | 1972    | BRETAGNE    | 9782  |
| 7360681  | 1974    | KALLE III   | 4371  |
| 7360693  | 1974    | VINLAND     | 7681  |
| 7360708  | 1975    | SKOTLAND    | 7679  |

Det Dansk-Franske Dampskibsselskab gik ind i dansk indenrigsfærgefart , da de den 15.maj 1962 åbnede Juelsminde-Kalundborg Linien, hvorved man ved løbende investeringer nåede op på 4 færger i fart. i 1966 indledte JKL et billetsamarbejde med Grenaa-Hundested Færgefart, der siden blev udbygget og endte med en fusion af de to færgeselskaber til Jydsk Færgefart i 1970. I den forbindelse igangsattes et nybygningsprogram af to nye færger på Helsingør Værft, der indsattes på Grenaa-Hundested overfarten. Kort tid efter vedtog Folketinget i juni 1973 en anlægslov for den faste forbindelse over Storebælt, og Jydsk Færgefart overtog med kort varsel en nybygningskontrakt på to færger med 3 bildæk, til bygning i Vesttyskland. Færgerne leveredes i august og december 1974 under navnene "Djursland II", og "Kalle III", og de indsattes hver på GHL og JKL, hvilket skulle vise sig at blive økonomisk fatalt for Dansk-Fransk.
I 1977 blev Jydsk Færgefart økonomisk hårdt ramt, da sømændenes overenskomstforhandlinger i august måned brød sammen med og endte i strejke og lockout, hvilket medførte at Folketinget måtte gribe ind og stoppe konflikten. Kombinationen af låntagning i DMark på de to seneste leverede færger, yderligere lån fra Det Dansk-Franske Dampskibsselskab til at klare driften, devaluering af den danske krone og omfanget af oliekrisen medførte, at bestyrelsen traf beslutning om lukning af JKL i oktober måned samme år. Da Folketinget i august 1978 udsatte bygningen af Storebæltsbroen begyndte Jydsk Færgefart sammen med Det Dansk-Franske Dampskibsselskab forhandlinger med DFDS og Molslinjen om en samarbejdsaftale, der blev gennemført 1.januar 1979. Aftalen betød at Molslinjen årligt skulle tilføre Grenaa-Hundested Linien et økonomisk tilskud, mod at færgesejladsen blev reduceret til sejlads med storfærgen "Djursland II". I den forbindelse blev der forhandlet en klausul om, at begge parter havde en købsaftale til brug, hvis modparten ikke kunne fortsætte økonomisk.
Samarbejdsaftalen skulle vise sig, at være en redningsplanke for Jydsk Færgefart, da moderselskabet Det Dansk-Franske Dampskibsselskab selv var kommet i store økonomiske problemer på grund af oliekriserne og nedgangen i verdenshandelen. I august 1979 gik selskabet i betalingsstandsning og efterfølgende konkurs i november måned samme år. DFDS valgte i januar 1981 at effektuere købsaftalen på aktiemajoritetten i Jydsk Færgefart. I praksis betød det, at den nordlige rute Grenaa-Hundested Linien blev en del af DFDS familien, mens Juelsminde-Kalundborg Linien blev lukket.

I løbet af sin levetid nåede rederiet op på at have 58 skibe.
Rederiet lå først i Store Kongensgade 49 og fra 1956 i Dehns Palæ i Bredgade 56, hvor det indtil konkursen ejede hele palæet. Rederiets postadresse var dog den sekundære indgang, Frederiksgade 17.